# Mori (Italia)

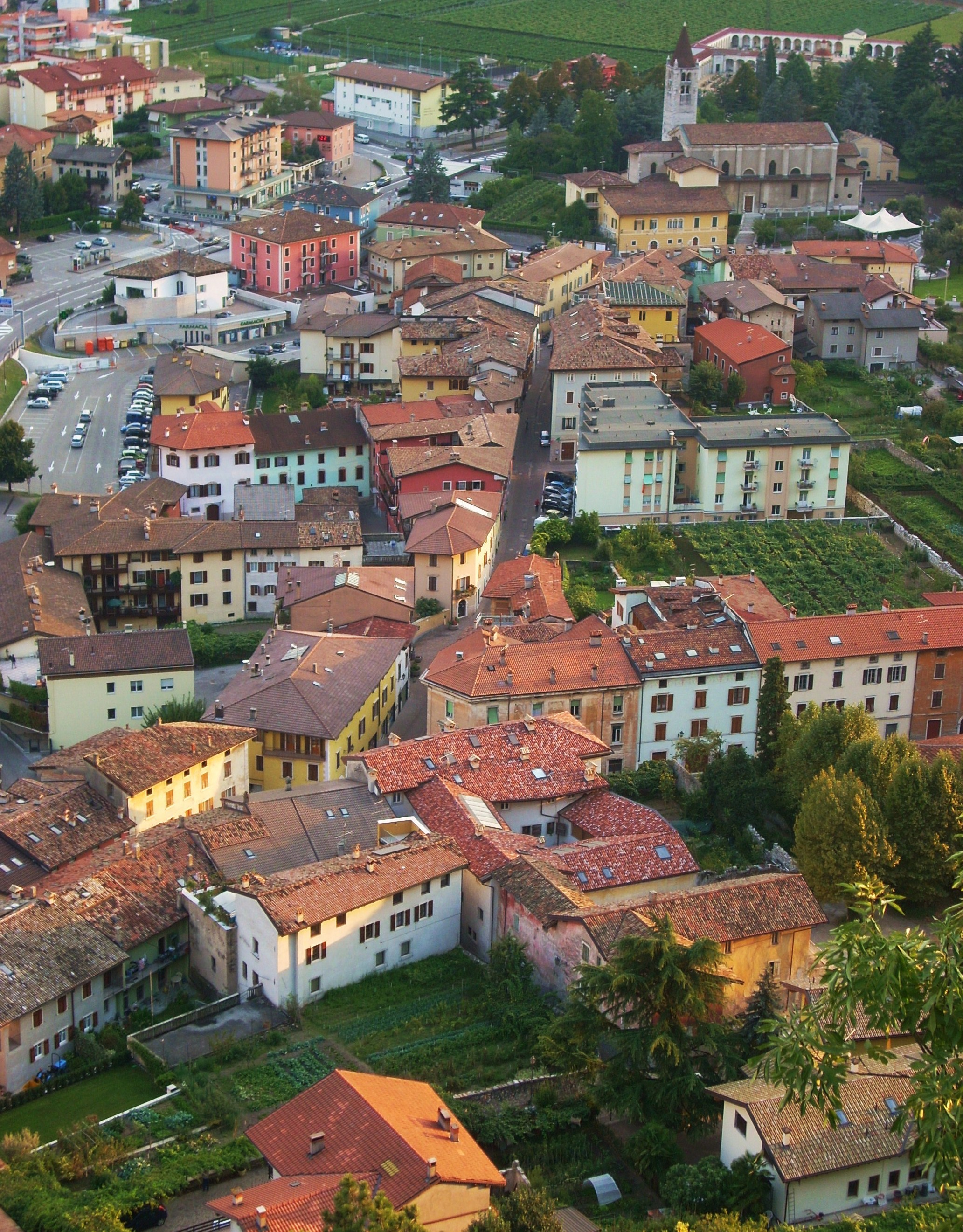
Panorama del centro storico di Mori

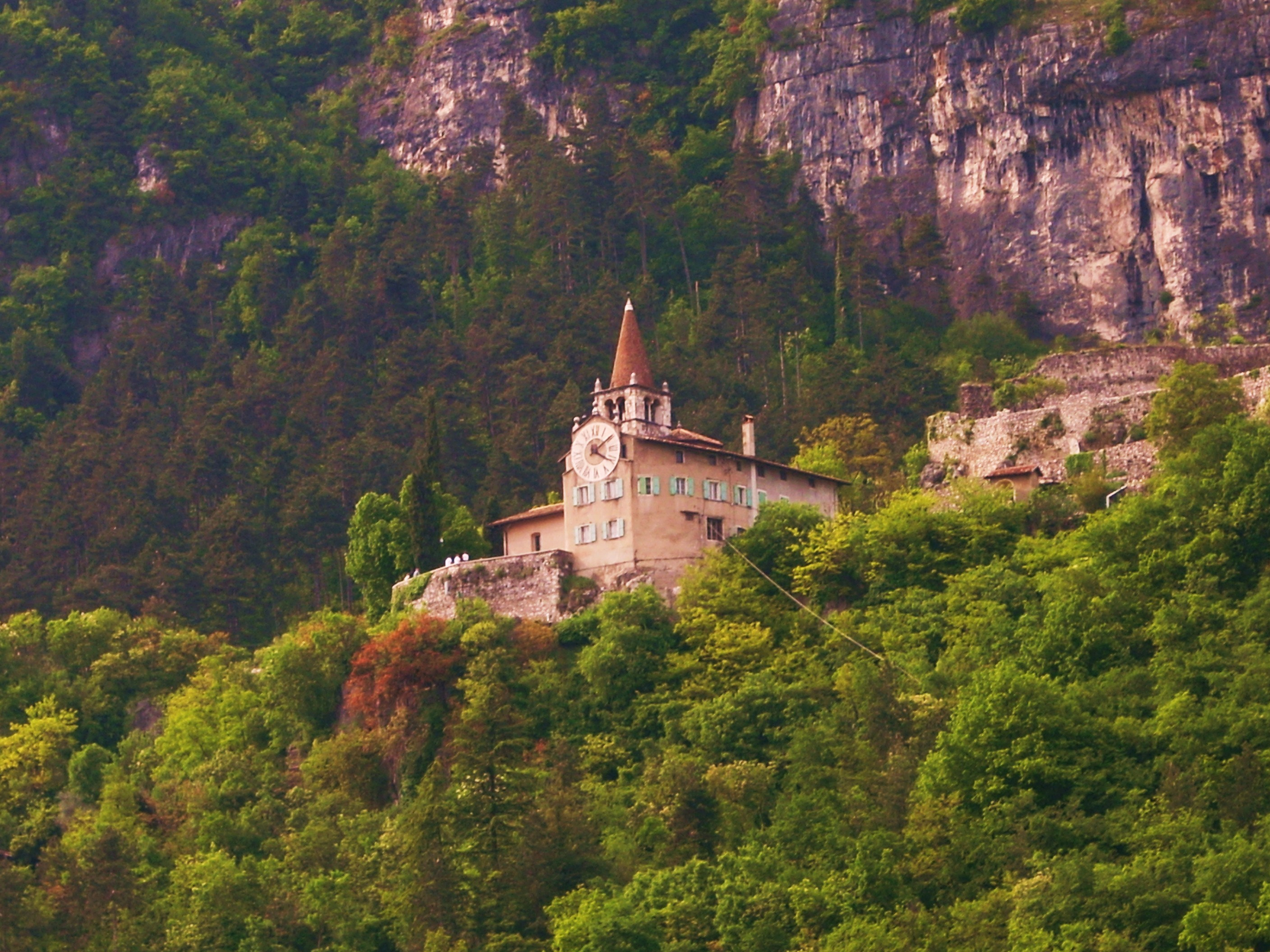
Santuario di Montalbano

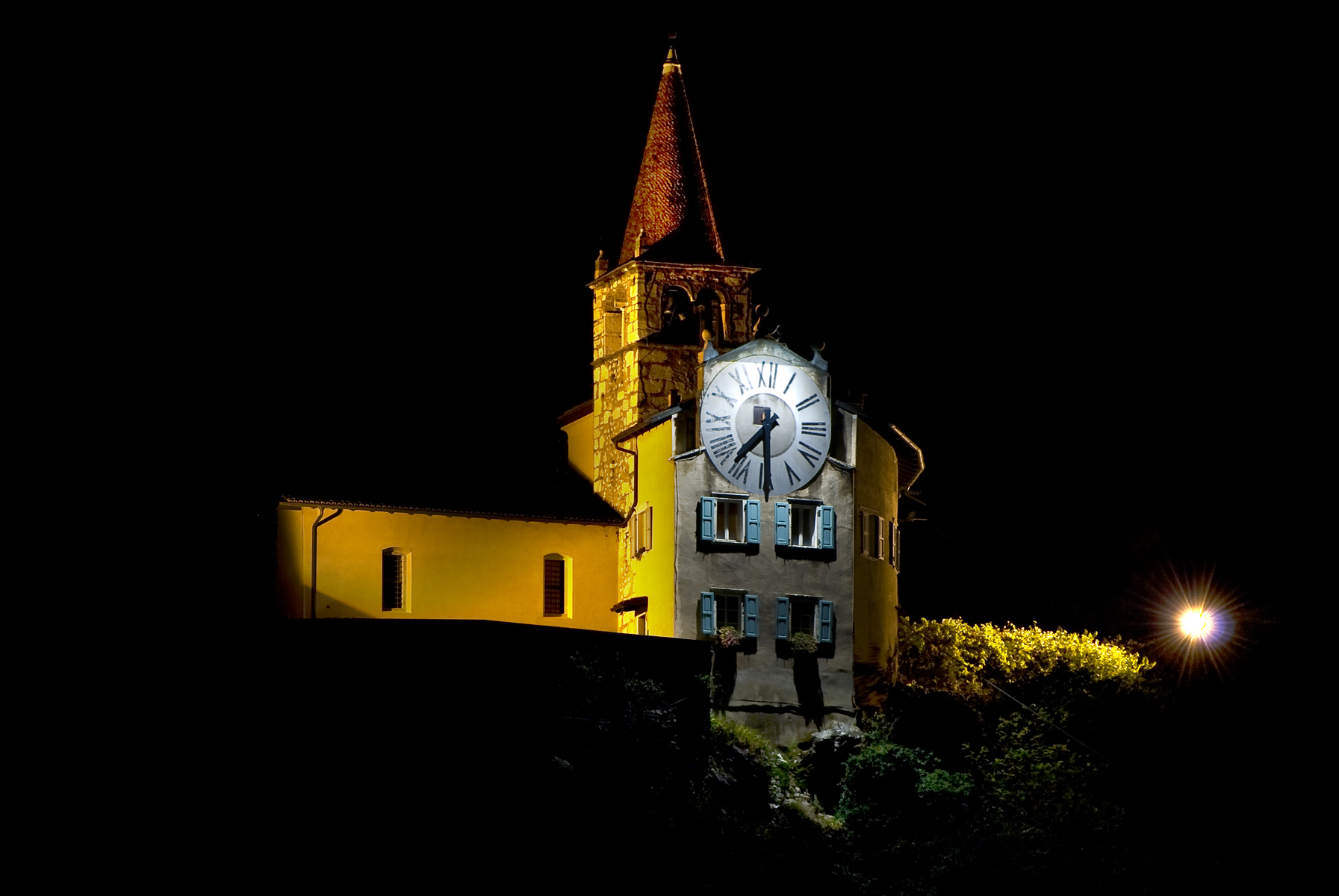
Il Santuario di Montalbano di notte

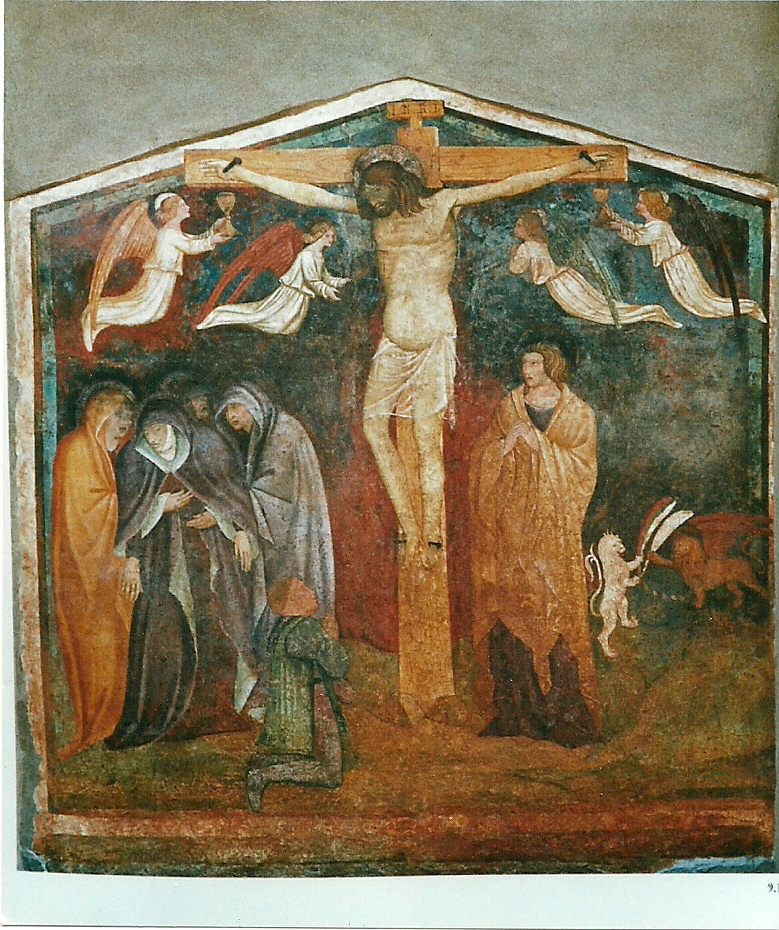
Besagno - La Crocifissione del 1406 in Piazza Castelbarco

Mori (Móri in dialetto trentino) è un comune italiano di 10 272 abitanti della provincia di Trento.

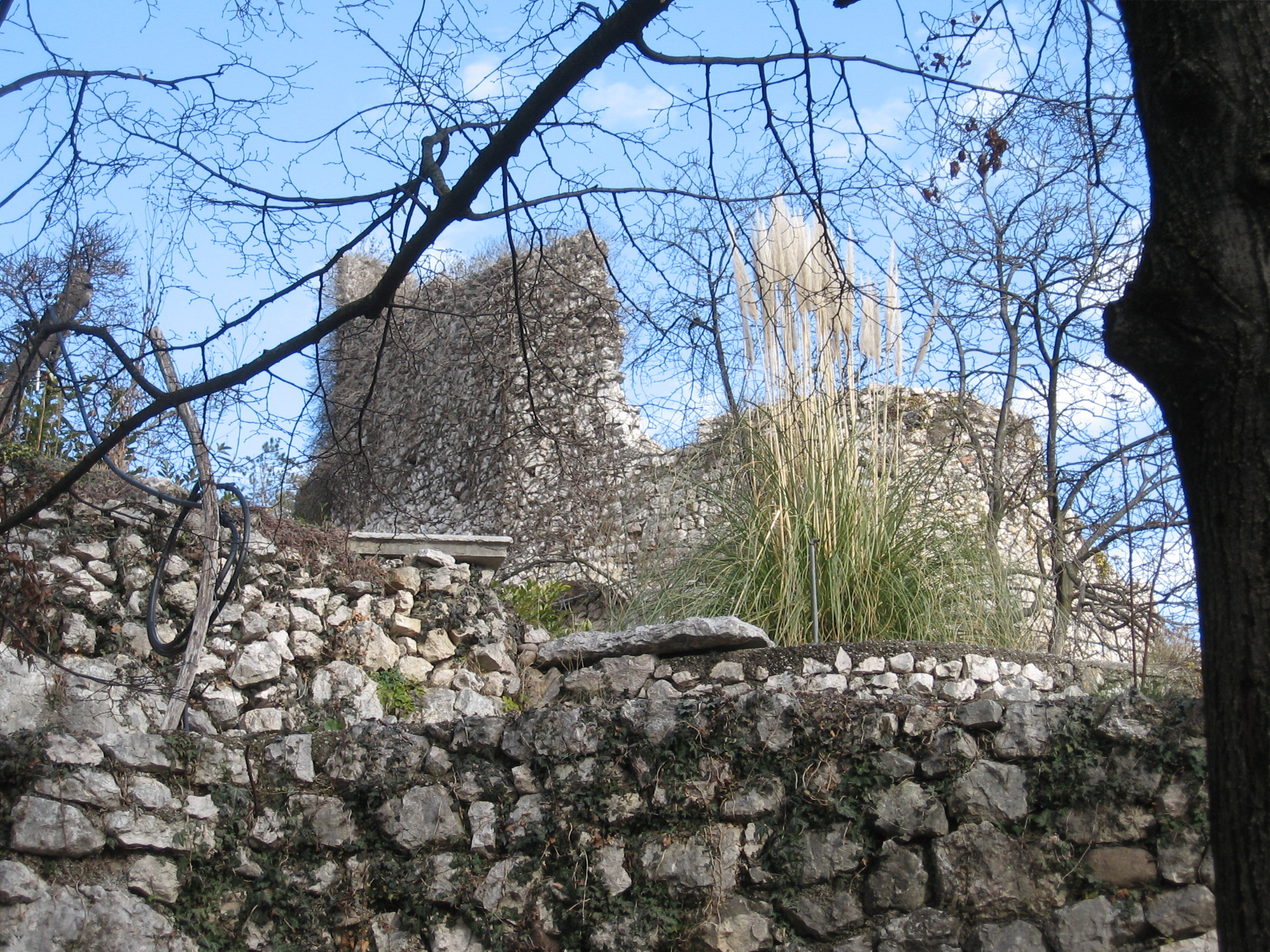
Veduta dei resti del Castello di Montalbano

## Geografia fisica

### Territorio
Il comune di Mori occupa la parte meridionale della Vallagarina, l'ultimo tratto fra le montagne della valle percorsa dal fiume Adige prima del suo ingresso in pianura Padana poco a nord di Verona. Si trova immediatamente a sud-ovest di Rovereto (7 km) e a una decina ad est del lago di Garda. A 30 km circa più a nord si trova Trento, il capoluogo di provincia.

### Idrografia
Il corso d'acqua di maggiore rilievo del comune di Mori è il fiume Adige. Esso scorre da nord a sud lungo il confine est del comune.
Il rio che caratterizza la pianura di Mori è il Rio Cameras. Nasce dal lago di Loppio e si immette nel lato destro del fiume Adige. Il Rio Cameras nel tempo è stato pesantemente artificializzato contenendolo entro argini di cemento armato, tanto da renderlo per gran parte del suo percorso un canale a cielo aperto. Nel tratto che attraversa l'abitato, in corrispondenza della piazza Cal di ponte, e nell'adiacente piazza Malfatti esso risulta tombato.
All’interno del comune di Mori è il lago di Loppio, caratterizzato dalla presenza dall'isola di San Andrea, sede di antichi insediamenti. Il lago, in quanto tale è molto compromesso, esso è ridotto da molti decenni a zona umida, in quanto con la realizzazione della galleria Adige-Garda, che scorre sotto il lago, si provvide al suo svuotamento realizzando dei camini di scolo. Da anni si discute circa un suo recupero.

## Origini del nome
Il nome viene tradizionalmente associato ai "mori" (dal latino morus alba, pianta produttrice di more), cioè al gelso. Intenso è stato l'allevamento dei bachi da seta fin dal XV secolo, alimentati appunto con le foglie dei gelsi.

### Storia del nome
In un placito del 26 febbraio dell'845 tenuto a Trento, in cui si discuteva una causa tra Andelbergo, abate del monastero di Santa Maria in Organo di Verona, e alcuni uomini di Tierno, Avio, Mori e Castione per alcune prestazioni di servitù, compare per la prima volta il nome di Mori (Murius). In altri documenti poi del 1180, 1220 e 1234 e posteriori appaiono anche nuove forme: de Murio, Morio, Moriensis, Muriensis.
Questo sembrerebbe smentire la tradizionale associazione del nome Mori con il termine latino "morus alba" (pianta produttrice di more) cioè al famoso gelso, del quale nella Vallagarina fu iniziata la coltura solo al principio del Quattrocento. Altra opinione verosimile è che il nome sia stato ispirato dalla terra spesso scura, talvolta nera (famosa è la località di Terra Nera).
Paolo Orsi, l'unico studioso di toponomastica che ha tentato di studiare il nome ci ha dato una sua ipotesi, che il nome derivasse da Vicus Murius, per Murianus, dal gentilizio Murius, un nome romano che ci richiama a una gens Muria. L'interpretazione ci offre notevoli difficoltà.
Lo storico locale Luigi Dal Rì pensava a un'origine molto antica del nome Mori, a un periodo prelatino-retico, probabilmente come altri paesi (Peri, Nomi). Con l'avvento dei romani i reti e i paesi retici sarebbero stati distrutti, solo alcune zone remote o lontane ai maggiori punti d'interesse, come ad esempio parti del territorio moriano sarebbero state risparmiate. Le prove le troviamo nella toponomastica locale dove abbiamo numerosi termini prelatini come Pipel e Perghem, situati infatti nella zona di più antico insediamento del paese, quella di Mori Vecchio. Per l'origine del nome Mori secondo Dalrì allora non è da escludere il prelatino Mur o altri termini di un antico tedesco come Muhre o Mos che starebbero a indicare una zona dai terreni acquitrinosi.

## Storia
Mori seguì nei secoli le vicende di Trento, facendo parte prima del Ducato di Trento, poi del Principato vescovile di Trento, nella Contea del Tirolo, seguendo le sorti di questo sotto il dominio del principe vescovo di Trento prima, poi dei napoleonici, poi dell'impero d'Austria sino al passaggio al Regno d'Italia nel 1919, con il trattato di Saint-Germain.

### Età moderna
Nei secoli XV e XVI in cui la parte meridionale del territorio trentino fu più volte sotto l'attacco espansionistico della Serenissima Repubblica di Venezia, Mori (sulla sponda destra dell'Adige) non fu mai dominio veneziano, al contrario della vicina Rovereto (sulla sponda sinistra dell'Adige) per lunghi periodi dominio veneziano, con una propria forma di governo locale sotto il dominio del principe vescovo, detta "dei quattro vicariati" che raggruppavano il territorio vescovile in destra Adige a sud di Trento.

### Età contemporanea
Nella prima metà dell'Ottocento l'economia moriana si basa sulle attività di trattura e filatura della seta. Le filande Salvotti, Lupatini, Grigolli, Salvadori e Lutteri più i due filatoi lungo il Cameras rappresentano l'unica fonte di occupazione dell'età preindustriale. Le malattie del baco da seta fanno però sprofondare l'attività in una crisi solo in parte lenita dal sorgere di una fabbrica di carta a mano, una pelletteria e una segheria. La coltivazione della vite prende sempre più piede con i filari di Negrara e Marzemino. Le condizioni sociali sono tuttavia aggravate da un'epidemia di colera, dalle malattie della vite e dall'inondazione provocata dal Cameras nel 1868. La fine del secolo coincide con una decisa ripresa economica che va di pari passo con una sempre più diffusa istruzione popolare. Parte della popolazione moriana trova occupazione in alcune fabbriche roveretane, dove vige l'oculata amministrazione del barone Malfatti. La vera industrializzazione resta solamente un miraggio, in quanto i pochi capitali presenti vengono investiti in proprietà terriera, scansando così il rischio del nuovo e dell'avventura, come osservò il de Cristiani nel 1766 "la diffidenza porta ad un ritardo dello sviluppo”. Alla vigilia della prima guerra mondiale 8 cantine della borgata esportano vini pregiati in Austria-Ungheria (per oltre 60 000 ettolitri), ma solo la cantina Grisi è attrezzata su base industriale. La coltura della vite dà un impiego a tempo parziale per 200 operai, mentre il tabacco (da poco tempo affacciatosi sul panorama agricolo trentino) richiede il lavoro di 150 persone per 5 mesi. Una cinquantina di persone lavora nelle segherie, falegnamerie, concerie e piccole industrie alimentari. Una scuola con cinque classi più una classe serale è già presente a Mori, insieme ad un teatro all'aperto. Dopo la prima guerra mondiale molte persone sono costrette a sopravvivere con il "sussidio profughi”, che verrà presto sospeso. Nel 1921 la S.C.A.C, che fabbrica manufatti in cemento, apre a Mori Stazione, dando così occupazione a numerosi moriani. La situazione economica è messa a dura prova dal cambio delle corone in lire, che fa registrare una perdita del 40%, costringendo così 5/6 famiglie l'anno ad emigrare all'estero in cerca di fortuna. Nel 1928 il regime fascista decreta l'accorpamento di Mori e San Felice, ampliando la superficie comunale fino a 19,94 km².

### Simboli
Lo stemma era stato riconosciuto con DCG del 17 dicembre 1936 e successivamente approvato con D.G.P. del 13 dicembre 1988, n. 16237.
(D.G.P. 13/12/1988)
Gonfalone
(D.G.P. 13/12/1988)

## Monumenti e luoghi d'interesse

### Architetture religiose
- Santuario di Montalbano. Simbolo della borgata, è situato nei pressi dei ruderi del castello di Montalbano di Mori, posti un centinaio di metri più in alto della quota del paese.
- Chiesa di San Rocco risalente al XVI secolo.
- Chiesa di Santa Maria a Binde
- Chiesa di Santo Stefano
- Chiesa di San Biagio
- Chiesa di Sant'Apollonia
- Chiesa di Sant'Antonio
- Chiesa della Presentazione di Maria nella frazione di Besagno.
- Chiesa dei Santi Filippo e Giacomo nella frazione di Pannone.
- Chiesa dei Santi Felice e Fortunato, nella frazione di Valle San Felice.
- Chiesa di Sant'Anna, nella frazione di Valle San Felice.
- Chiesa del Nome di Maria, nella frazione di Loppio.
- Chiesa di Sant'Agata a Corniano.
- Chiesa dei Santi Quaranta Martiri, nella frazione di Molina.

### Architetture civili
A Mori è presente il palazzo Salvotti, che si affaccia sulla piazza della frazione di Mori vecchio e che fronteggia la chiesa di Santa Maria a Bindis.

### Architetture militari
Nella frazione di Pannone, situata a 760 m s.l.m., in val di Gresta, sorgono, in posizione dominante su di un dosso, i ruderi del castello medievale di Castelgresta, un tempo di proprietà della nobile famiglia dei Castelbarco.
Fra i luoghi notevoli rientrano ormai anche i luoghi della Grande Guerra (1914-1918), alcuni recuperati e valorizzati da varie associazioni per il centenario. Si tratta di fortificazioni e postazioni costruiti prima o durante il periodo bellico sul territorio comunale che ha visto il paese di Mori proprio sulla linea del fronte. Da una parte sono stati valorizzati dai volontari della ‘Schützekompanie Destra Ades’ i siti lasciati dall'esercito austro-ungarico come quello nella località Asmara sopra la frazione di Ravazzone o il caposaldo sul Monte Nagià Grom, a sudovest della frazione di Manzano, reso nuovamente percorribile e curato dalla Sezione ANA di Mori. Dall'altra parte sono stati recuperati le postazioni italiani sul Monte Giovo ed est della frazione di Besagno e sul Dos del Gal vicino alla località Talpino.

### Altro
Di rilevante interesse è un edificio di archeologia industriale, dove nel tempo si sono succedute INA Industria Nazionale Alluminio, Montecatini, Alumetal, Alluminio-Italia. Le attività sono ormai cessate dal 1982, e da allora non si è riusciti a trovare una nuova destinazione. Si sono succeduti due progetti di riconversione senza approdare ad una soluzione. L'ultimo prevedeva di realizzare un polo del gusto, una vetrina dei prodotti italiani sulla via che porta al Brennero.

### Siti archeologici
Luoghi di ritrovamenti archeologici sono: la grotta del Colombo sita nei pressi della frazione di Sano e l'isola di San Andrea sul lago di Loppio.
Il palazzo Salvotti che si affaccia sulla piazza della frazione di Mori vecchio e che fronteggia la chiesa di Santa Maria a Bindis.
Il paese è teatro di varie manifestazioni, le più importanti delle quali sono il "Carnevale", la "Festa di Primavera" e soprattutto la "Ganzega d'Autunno", che si svolge il primo fine settimana di ottobre.
Il Carnevale di Mori si caratterizza per essere il più lungo del Trentino. Ben otto manifestazioni sono organizzate dalle singole frazioni e si susseguono nei fine settimana per circa un mese.

## Cultura

### Istruzione

#### Scuole
- Asilo Nido "La Formica";
- Scuola Materna Il Girasole di Tierno;
- Scuola Materna Della Comunità Maria Peratoner;
- Scuola Primaria di Mori;
- Scuola media Bartolomeo Malfatti.

### Eventi

#### La Ganzega d'Autunno
A cavallo degli anni 1880-1930, nel pieno dell'ondata di miseria che colpì l'Italia, molte famiglie furono costrette ad abbandonare il loro paese per recarsi in America in cerca di fortuna.
La forza lavoro era stata falcidiata: la prima guerra mondiale aveva sottratto dalla terra molti giovani braccianti e lasciato grandi vuoti tra le genti rurali. Con il ritorno in patria i profughi si trovarono di fronte a scenari di paesi completamente distrutti, e tessuti sociali da ricostruire.
Le giornate della Ganzega d'Autunno si pongono come obiettivo quello di riportare lo spirito della vita trentina, la voglia di fare festa che nasceva quando, alla fine del raccolto, la gente si ritrovava insieme per festeggiare: per far "ganzega".

#### La festa di San Giuseppe e la grostolada
La grostolada di S.Giuseppe è la più grande distribuzione gratuita di grostoi, i dolci tipici del carnevale e della primavera. Questa distribuzione è un elemento significativo della festa che trae origine dall'antica venerazione della popolazione di Mori per la Madonna e San Giuseppe, a cui è dedicato il Santuario che si trova a Montalbano. Inoltre si origina dalla tradizione di festeggiare con il giorno di San Giuseppe l'arrivo della primavera, con il caratteristico marendot (merenda), a base di radicchio, uova sode e grostoi, consumato insieme sugli spazi e sui massi.
Montalbano risulta essere il luogo più ricco di riferimenti per la gente di Mori, quali il santuario con il suo romitorio e l'enorme orologio, i ruderi del castello, gli spazi per lo svago e l'attività sportiva, la via attrezzata, gli enormi massi di frana e uno scorcio della borgata e della vallata.

#### La festa di Sano
Ogni anno nella frazione di Sano viene allestita una festa che si svolge durante le ultime giornate di luglio.

## Geografia antropica

### Frazioni
Besagno
Besagno, (390 m s.l.m.) è frazione di circa 500 abitanti posta a sud di Mori sulle prime pendici N/E del Monte Baldo. È composta da tre agglomerati: Paìs, Visnà e Lughel (dal latino locus). Visnà è quasi una frazione a sé stante, si trova a nord della chiesa e segue in costa la montagna fino al nucleo più vecchio di case, che si raggruppano attorno ad una fonte. Paìs è la parte più grande di Besagno, si estende dalla chiesa fino alla località "Màsere", a Paìs si trovano la piazza principale con l'affresco della crocefissione e una fontana. Partendo dalla piazza e prendendo la vecchia strada per Brentonico, oltre la casa sociale la strada provinciale passa a fianco ad un nucleo di case visibilmente più vecchie di quelle attorno; questo è l'agglomerato chiamato Lughel.
Prima dell'edificazione massiccia della zona iniziata negli anni '80, Lughel era un agglomerato ben distinto da Paìs e Visnà, costituito da un piccolo gruppo di case attorno ad una fonte; ora Lughel e Paìs sono praticamente attaccati e Visnà conta svariate decine di famiglie. La differenza è ben visibile nell'ortofoto del 1974 della provincia autonoma di Trento.
Già accampamento di origini romane, oltre alla chiesa dedicata alla Presentazione della Beata Vergine Maria al Tempio vi si trova un affresco di scuola veneziana del 1406 sulla facciata di casa Girardelli in piazza Castelbarco, a ricordo dell'accordo stipulato tra Venezia, Gonzaga e Castelbarco.
Sul territorio circostante predomina la coltivazione della vite con varietà pregiate destinate per lo più alla spumantizzazione, e del castagno, un tempo fonte di sussistenza primaria.
Di interesse storico sono due iscrizioni lapidee di epoca altomedievale (VI-VII secolo d.C.) collocate nella chiesa parrocchiale; sono considerate tra le prime testimonianze scritte della presenza del culto cristiano nel basso Trentino. Una è la dedicazione a San Zeno del primo luogo di culto, sull'area dell'attuale chiesa, fatta dal presbìtero "Ioh" [annes] ; l'altra, dal testo incompiuto, è la pietra tombale dello stesso presbìtero, nella quale è ricordato come "aedificator tituli".
Prima linea durante la Grande Guerra, conserva ancora notevoli resti degli insediamenti dell'esercito italiano nella zona di Polìne e sul Monte Giovo e resti di trincee che si estendono lungo le pendici che da est (Val D'Adige) corrono verso ovest (Monte Giovo).
Originaria di Besagno è Maria Abriani, l'eroina di Ala, patriota italiana medaglia d'argento al valor militare alla quale il paese gli ha dedicato una via.
Loppio
Loppio è la frazione più occidentale del comune di Mori, e confina con i comuni di Nago-Torbole e Ronzo-Chienis. Sul suo territorio si trovano palazzo Castelbarco, di proprietà della famiglia dei Castelbarco e la vicina chiesa del Nome di Maria
Manzano
È una frazione di circa 90 abitanti.
Molina
Frazione situata a est di Mori. Deve il suo nome alla presenza in passato di mulini azionati dall'energia idraulica del Rio Cameras.
È sovrastata da montagne e su un promontorio sorge la chiesa di Monte Albano dove ogni anno nel periodo invernale e primaverile si organizzano feste aperte alla comunità. Oltre a queste feste è un luogo frequentato da molti turisti e amanti delle arrampicate perché sulle pareti rocciose della montagna si trova una ferrata.
Le case, quasi tutte ristrutturate, conservano tracce del passato attraverso le facciate delle abitazioni con pitture cromate a testimonianza della vita passata.
Molina con la frazione Seghe è stata un comune autonomo, retta da una propria regola, fino al 1810.
Mori Vecchio
Mori Vecchio è una frazione situata ad ovest di Mori, lungo la valle del Rio Cameras.
Confina verso est con la frazione del comune di Mori: Mori "centro", a sud con la frazione di Sano ed a ovest con la frazione di Loppio.
Nella piazza vi si trova Palazzo Salvotti, il 21 marzo 2004 alla morte della baronessa Anna Maria Salvotti divenne proprietà dell'UNICEF ed in seguito acquisito dal comune di Mori. Sul portale del palazzo sovrasta lo stemma di famiglia con inciso il motto "Rumpor non flector".
In via Fabio Filzi si trova Villa Annamaria Salvotti, anche questa acquisita dall'UNICEF dal comune di Mori.
Nomesino
È una frazione di circa 100 abitanti.
Pannone
Pannone (760 m s.l.m.) è una frazione di 229 abitanti situata al margine nord di un terrazzamento naturale che nel versante sud termina con un dosso dal quale svettano i ruderi del Castel Gresta, una volta di proprietà della famiglia dei Castelbarco. Fino agli anni sessanta Pannone era sede del comune della Val di Gresta, poi entrò a far parte del comune di Mori.
Ravazzone
Ravazzone è la frazione posta più a nord e ad oriente del comune, la più vicina all'Adige. L'abitato era ed è allungato sulla via principale che anticamente portava dal lago di Garda alla destra Adige ed all'altro porto di Borgo Sacco. In seguito questa è divenuta una via secondaria che unisce la strada statale 220 alla strada provinciale 90.
La zona di Ravazzone rappresentava un importante guado sul fiume, e ospitò già fin dal XIII secolo un piccolo "porto" fluviale, prima che il paese venisse riedificato a una certa distanza dal fiume per evitare le inondazioni.
Il guado rappresentò pertanto ambito feudo nel Medioevo. Il paese assumeva allora le caratteristiche di un piccolo centro commerciale, soprattutto di transito e di piccola frontiera sia di Mori che, in epoca più recente, dei Quattro Vicariati (Ala, Avio, Brentonico e Mori). Nel 1438 Erasmo Gattamelata tentò di vincere l'assedio di Brescia trasportando con l'aiuto dell'ingegnere dalmata Sorbolo a Ravazzone le barche di rifornimenti per poi trasportarle poi via terra attraverso il solco di Loppio, al Lago di Garda. Un ponte di barche fu edificato durante la guerra della Quinta coalizione per ordine di Eugenio di Beauharnais il 22 aprile 1809. Fu fatto distruggere qualche giorno più tardi il 25 aprile dal generale Achille Fontanelli.
Nonostante la posizione strategica un vero ponte non vi fu mai costruito fino alla seconda metà dell'Ottocento.
Sano

Sano è isolata su di un poggio a 260 metri s.l.m. alla destra del rio Cameras, ad occidente del monte Giovo e sovrastata da Castione di Brentonico; è una piccola frazione situata a sud ovest di Mori. Conta non più di 200 abitanti e una quarantina di case. Il centro della frazione è una piazza dove è presente la chiesa, dedicata a Sant'Antonio, e un parco giochi con campo da calcio. A lato del parco scorre il Rì, un torrente che poi si unisce al rio Cameras che attraversa Mori. La strada che porta a Sano funge anche da pista ciclabile, che si collega poi alla ciclabile per Loppio-Torbole. Questa strada porta anche alla Grotta del Colombo, una grotta risalente all'età della pietra. 

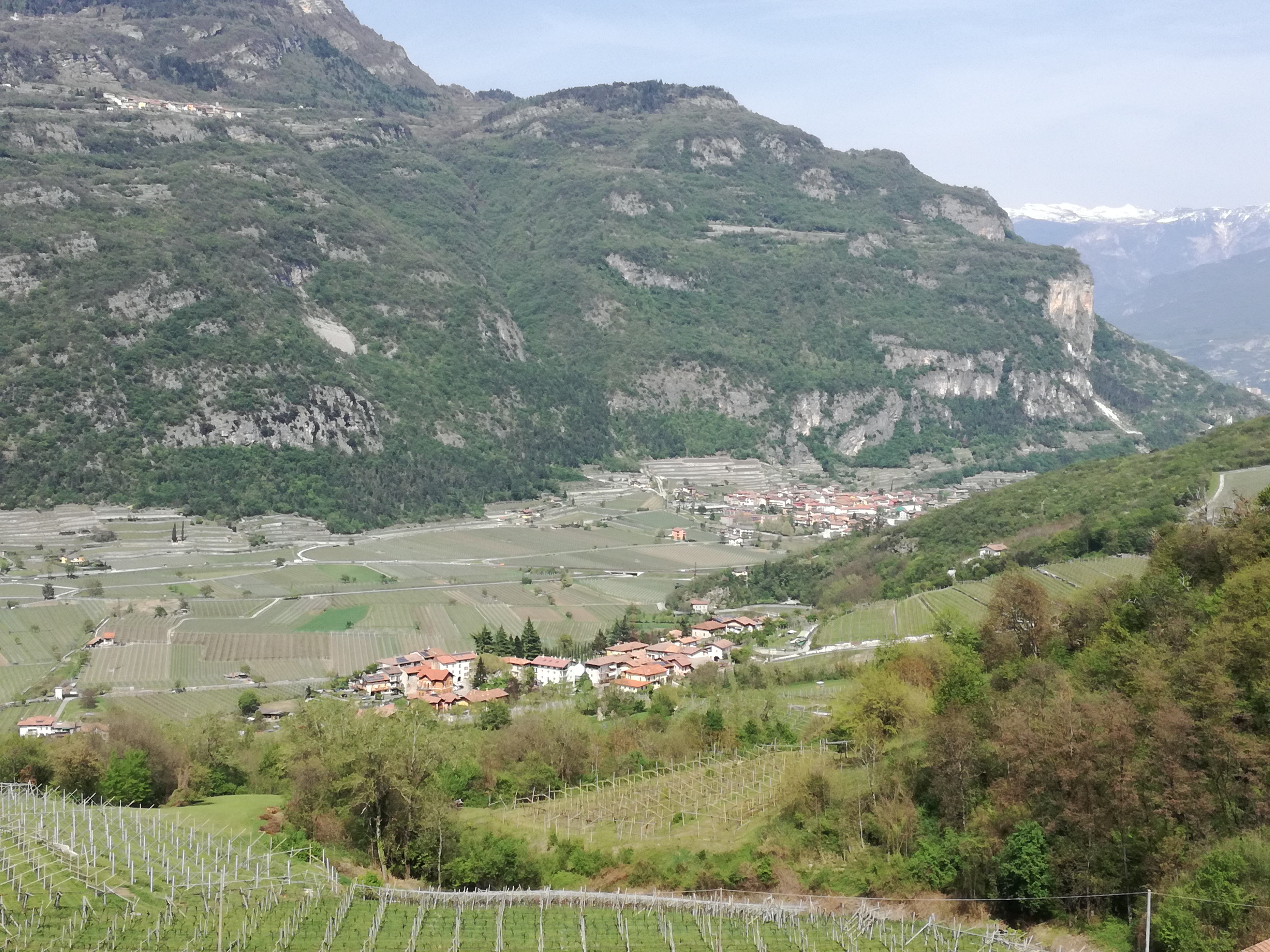
La frazione Sano sulle pendici del Monte Giovo, in fondo a destra Mori Vecchio e in alto a sinistra Nomesino

 Inizialmente vi era presente anche una scuola.
Tierno
Tierno (214 m s.l.m.) è una frazione di circa 1 700 abitanti, posta a sud di Mori ai piedi del Monte Baldo.
Sono presenti i resti del castello "Castel Palt" che è situato in località Coste di Tierno; confina con il comune di Brentonico in località Talpina e con la frazione di Besagno in corrispondenza dei declivi delle Coste di Tierno. Tierno è noto per il suo carnevale.
Valle San Felice
La frazione di Valle San Felice conta circa 250 abitanti.
Varano
Varano (860 m s.l.m.) è una frazione che conta attualmente 42 abitanti situata in Val di Gresta.
Nel 1236 è documentato Varanum. Secondo l'Orsi è, un nome prediale: «Varianum», della famiglia «Varia» (o «Veria»). Varagna, Varano, Varignano di Arco, Varano di Tenno, Varena di Cavalese, Varenna a Como, Varana a Verona, Varese, Vara e Varia forse sono parole liguri indicanti corso d'acqua.
(Testo tratto da Mori di L.Dalrì, La Grafica, 1987)
L'insediamento di Varano, la più piccola frazione in Val di Gresta, è sempre stato nelle vicende della storia locale un centro di modeste proporzioni, ma che ha saputo costruirsi una sua specifica identità. In una prima e sommaria ricerca sono state individuate alcune date storiche interessanti:
1. nel 1234 la famiglia dei Signori di Gardumo (ora Ronzo-Chenis) chiese ed ottenne dal Principe Vescovo l'investitura per costruire un castelletto sul GROM di Varano;
2. nel censimento del 1339 l'abitato di Varano contava 18 FUOCHI; in seguito grazie a questa presenza consistente, l'insediamento poteva così costituire un proprio Comune Catastale;
3. nel XVI secolo i Signori di Gresta-Castelbarco eseguirono varie opere di ricostruzione, tra queste venne interessata anche la chiesa SS. Fabiano e Sebastiano di Varano con interventi particolari di abbellimento, attraverso affreschi, che a tutt'oggi necessitano di urgenti ed mirati interventi;
4. nell'anno scolastico 1785-86 la scuola di Varano vedeva la presenza di un maestro e 42 alunni maschi frequentanti, i dati ritrovati, affermano inoltre che vi erano altri 4 alunni obbligati e 30 bambine, ma di queste, come la quasi totalità delle alunne obbligate del Circolo Ai Confini d'Italia, non frequentavano per immaginabili motivi socio culturali;
5. nel corso del XIX secolo v'era la presenza di una fabbrica di coppi, usando l'argilla gialla ricavata in loco, molto resistente all'usura come dedotto da attente osservazioni di tecnici moderni. Nella recente fase di ristrutturazione di alcuni vecchi edifici dell'abitato sono stati ritrovati su alcuni coppi: la data di fabbricazione (1833) e un probabile marchio della famiglia che svolgeva questo tipo di lavoro. Osservando la frazione dall'alto risulta evidente come essa si presenti compatta nel suo nucleo costruttivo, dimostrando l'originaria esigenza già emersa in epoca romana e salvaguardata nel succedersi della storia, di non sottrarre spazio alle colture agricole per permettere di organizzare il suolo secondo il criterio di massimo utilizzo delle risorse naturali e nel rispetto dei caratteri morfologici della montagna. Il territorio agricolo era ben valorizzato tanto che si riusciva a determinare una specifica micro-unità produttiva, garantendo equilibrio tra territorio e abitanti.

## Infrastrutture e trasporti
L'arteria più importante che lambisce il comune di Mori è l'Autostrada A22 del Brennero, con il casello di Rovereto sud-Lago di Garda nord non molto distante, che lo collega a nord con Trento e a sud con Verona. Altra strada di interesse è la strada statale 240 di Loppio e di Val di Ledro, che collega la Vallagarina con le Giudicarie passando a nord del Lago di Garda.

## Società

### Evoluzione demografica
Abitanti censiti

### Etnie e minoranze straniere
Al 31 dicembre 2023 la popolazione straniera era pari a 887 persone, corrispondenti all'8,53% dei residenti.

### Istituzioni, enti e associazioni
Il comune di Mori si distingue per il numero elevato di associazioni presenti (circa una novantina).
Il Gruppo Alpini Remo Rizzardi ha lo scopo di tenere vive e tramandare le tradizioni degli Alpini, favorire i rapporti con i Reparti e con gli alpini in armi. Promuovere e favorire lo studio dei problemi della montagna.

Il gruppo ANA (Associazione Nazionale Alpini) di Mori a partire dagli anni 2000 si è fatto carico di restituire alla memoria le fortificazioni e le trincee realizzate dagli austriaci sul Monte Nagià Grom, rilievo stretto tra i paesi di Valle San Felice e Nomesino.
Dal 1942 è attiva una sezione locale della Società Alpinisti Tridentini (S.A.T.).
Dagli anni sessanta è attivo il Gruppo Loppienis. L'associazione ha allestito delle sale museali dove è esposto un plastico del Lago di Loppio, oltre a materiale per attività di laboratorio e di conoscenza del territorio nei suoi aspetti naturali ed antropici.
Dal 2005 è attivo il Gruppo ALBORA, organizzazione con sede a Mori, composta da più di 80 volontari attivi, che svolge le sue attività formative e per la giustizia sociale in Trentino e nell'alta Italia.
La Schützenkompanie Destra Ades, rifondata nel 2012, segue le tradizioni degli Schützen del Tirolo.

## Economia
Per quanto riguarda l'artigianato, è da segnalare la produzione di mobili e di oggetti in legno, impreziositi da decorazioni artistiche raffiguranti temi tipici locali.

## Amministrazione

### Podestà
Giambattista Benedetti nominato da Napoleone podestà del comune di Mori il 18 agosto 1810.

### Sindaci (dal dopoguerra)
Luigi Giuliani fu il primo sindaco del dopoguerra espresso da libere elezioni.
| Periodo           | Periodo           | Primo cittadino          | Partito                                                     | Carica      | Note |
| ----------------- | ----------------- | ------------------------ | ----------------------------------------------------------- | ----------- | ---- |
| 11 maggio 1945    | 31 luglio 1945    | Riccardo Ennio De Pretto | Partito Socialista Italiano                                 | Sindaco     |      |
| 31 luglio 1945    | 11 aprile 1946    | Pietro Malfatti          |                                                             | Sindaco     |      |
| 11 aprile 1946    | 10 giugno 1951    | Luigi Giuliani           | Democrazia Cristiana                                        | Sindaco     |      |
| 10 giugno 1951    | 10 giugno 1956    | Luigi Giuliani           | Democrazia Cristiana                                        | Sindaco     |      |
| 10 giugno 1956    | 1960              | Luigi Giuliani           | Democrazia Cristiana                                        | Sindaco     |      |
| 1960              | 1964              | Luigi Giuliani           | Democrazia Cristiana                                        | Sindaco     |      |
| 1964              | 1969              | Mario Tranquillini       | Democrazia Cristiana                                        | Sindaco     |      |
| 6 giugno 1969     | 1975              | Rino Ballarini           | Democrazia Cristiana                                        | Sindaco     |      |
| 1975              | 1980              | Francesco Sartori        | Democrazia Cristiana                                        | Sindaco     |      |
| 1980              | 1985              | Sergio Mozzi             | Democrazia Cristiana                                        | Sindaco     |      |
| 1985              | 198.              | Sergio Mozzi             | Democrazia Cristiana                                        | Sindaco     |      |
| 198.              | 1987              | Cornelio Bisoffi         | Democrazia Cristiana                                        | Sindaco     |      |
| 19 febbraio 1987  | 1 agosto 1990     | Clara Tranquillini       | Democrazia Cristiana                                        | Sindaco     |      |
| 1 agosto 1990     | 19 giugno 1995    | Clara Tranquillini       | Democrazia Cristiana                                        | Sindaco     |      |
| 19 giugno 1995    | 15 maggio 2000    | Sandro Turella           | Lista civica                                                | Sindaco     |      |
| 15 maggio 2000    | 29 settembre 2003 | Sandro Turella           | Civica Margherita                                           | Sindaco     |      |
| 29 settembre 2003 | 24 maggio 2004    | Saverio Radam            | Lista civica                                                | Vicesindaco |      |
| 24 maggio 2004    | 30 maggio 2010    | Mario Gurlini            | Lista civica                                                | Sindaco     |      |
| 31 maggio 2010    | 25 maggio 2015    | Roberto Caliari          | Lista civica                                                | Sindaco     |      |
| 25 maggio 2015    | 23 settembre 2020 | Stefano Barozzi          | Partito Democratico - Unione per il Trentino - Lista civica | Sindaco     |      |
| 23 settembre 2020 | 17 maggio 2025    | Stefano Barozzi          | Partito Democratico - Europa Verde - Liste civiche          | Sindaco     |      |
| 18 maggio 2025    | in carica         | Nicola Mazzucchi         | Civitas Mori, Lega con i Civici per Mori - PATT             | Sindaco     |      |

### Altre informazioni amministrative
La circoscrizione territoriale ha subito le seguenti modifiche:
- nel 1923 aggregazione di territori del soppresso comune di Valle San Felice e della frazione Loppio (Censimento 1921: pop. res. 126) staccata dal comune di Brentonico
- nel 1971 aggregazione delle frazioni Manzano, Nomesino, Pannone e Varano staccate dal comune di Pannone ora Ronzo-Chienis (Censimento 1961: pop. res. 813).[21]

## Sport
La squadra locale di calcio è l'Associazione Sportiva Dilettantistica Mori Santo Stefano, la cui prima squadra ha giocato in Serie D Girone C nella stagione 2014-2015 e giocherà in quella 2023-2024.
La squadra cittadina di hockey su prato, l'UHC Adige ha ottenuto risultati anche a livello nazionale.
Inoltre gioca a Mori anche la Handball Mori (precedentemente A.S.D. Pallamano Rovereto Vallagarina) che da anni svolge attività agonistica nel campo dell'handball sia maschile che femminile.
Dal 1969 esiste a Mori un'associazione damistica denominata ASD Dama Mori che nel corso degli anni ha organizzato molti tornei di dama anche a livello internazionale. Tra tutti si possono ricordare i Campionati Mondiali Juniores del 1987 e le Olimpiadi della Dama del 1992.
Nel 1976 la locale sezione della S.A.T. ha realizzato una via ferrata, la via attrezzata Monte Albano, dedicata successivamente ad Ottorino Marangoni. La via è percorribile da alpinisti adeguatamente attrezzati.
Nel 1902 viene fondata la Società Ciclistica Mori, che promuove lo sviluppo e la conoscenza del mondo del ciclismo a livello giovanile. Nel 2010 viene inaugurato il nuovo Velodromo di Mori, che consente il ritorno a Mori dell'attività su pista. Nel 2010 si sono svolte cinque gare regionali e, come ciliegina sulla torta, il campionato italiano giovanile ed assoluto.